# Амбідентні частинки
Амбіде́нтні части́нки — хімічні частинки, в яких є два альтернативні сильно взаємодіючі (звичайно кон'юговані) потенційні реакційні центри, з'єднані так, що коли з одним із них у даній реакції утворюється новий зв'язок, то при тому виводиться з реакції другий (або реакція з ним сильно сповільнюється).
- Амбідентні кон'юговані нуклеофіли — це енолятні йони >C=C−O− ↔ >C−−C=O (які можуть реагувати з електрофілами або по β-атому C, або по атому O), γ-піридони, віцинальні амбідентні ціанід-йони, ціанат-йони, сульфінат-йони, нітрит-йон, несиметричні гідразини.
- Амбідентними електрофілами є карбоксильні естери RC(O)OCR3, які реагують з нуклеофілами або по карбонільному C, або по алкоксильному C.
- Амбідентний аніон — аніон, що здатний реагувати двома різними центрами. Напр., NO2− (з AgNO2) при реакції з RX може давати нітрити RONO або нітроалкани RNO2.

За IUPAC, амбідентні сполуки треба відрізняти від біфункційних, в яких реакційні центри не взаємодіють або слабко взаємодіють між собою і здатні реагувати послідовно, як наприклад, діаніони дикарбонових кислот. Слово амбідентний передбачає два реактивних центри, однак цей термін неточно використовувався і у випадку більшої, ніж два кількості центрів. Для таких молекулярних частинок є термін мультидентантний чи полідентантний.
Амбідентний аніон — аніон, що здатний реагувати двома різними центрами. Напр., NO2
− (з AgNO2) при реакції з RX може давати нітрити RONO або нітроалкани RNO2.